# Odeon Cinemas Group
Odeon Cinemas Group es el mayor operador de salas de cine de Europa. A través de filiales, tiene más de 360 cines, con 2900 pantallas en 14 países de Europa, 120 cines con 960 pantallas están en el Reino Unido. Recibe más de 2,2 millones de espectadores a la semana.
Odeon Cinemas Group es una filial propiedad al cien por cien de AMC Theatres. La empresa tiene tres filiales principales: Nordic Cinema Group, United Cinemas International y Odeon Cinemas. Nordic Cinema Group es a su vez propietaria de Finnkino y su filial Forum Cinemas.

## Historia
La empresa se constituyó en Londres (Inglaterra) el 22 de junio de 2016, como parte de la adquisición de Odeon Cinemas y United Cinemas International por parte de AMC Theatres por valor de 1.200 millones de dólares. El acuerdo dejó a Odeon Cinemas como una filial de propiedad absoluta de Odeon Cinemas Group. Tras la adquisición, AMC afirmó que era la "mayor empresa de exhibición cinematográfica del mundo".
David Anderson fue nombrado director comercial el 27 de octubre de 2017, en sustitución de Ian Shepherd. Cuando fue nombrado, el director general del grupo era Mark Way y el director de operaciones Jan Bernhardsson. La empresa recibió el premio CIPD People Management Awards 2018 a la "Mejor iniciativa internacional de RRHH". Tras haber ganado en la categoría "Gestión del talento" en 2017.
En marzo de 2018, Reuters informó que AMC estaba trabajando con Citi para potencialmente sacar a bolsa la compañía en la Bolsa de Londres en una oferta pública de venta de 2.000 millones de dólares.
El 17 de marzo de 2020, todos sus cines del área del Reino Unido cerraron temporalmente debido a la pandemia de COVID-19.

## Posición en el grupo
|               |               |               |               |               |               | AMC Theatres        |                     |                     |                     |                     |                     |                    |                    |                              |                              |                              |                              |                              |                              |                     |                     |        |        |                  |                 |                 |                 |                 |                 |  |  |  |  |  |  |  |  |  |  |  |  |  |  |  |  |  |  |  |  |  |  |  |  |
|               |               |               |               |               |               |                     |                     |                     |                     |                     |                     |                    |                    |                              |                              |                              |                              |                              |                              |                     |                     |        |        |                  |                 |                 |                 |                 |                 |  |  |  |  |  |  |  |  |  |  |  |  |  |  |  |  |  |  |  |  |  |  |  |  |
|               |               |               |               |               |               |                     |                     |                     |                     |                     |                     |                    |                    |                              |                              |                              |                              |                              |                              |                     |                     |        |        |                  |                 |                 |                 |                 |                 |  |  |  |  |  |  |  |  |  |  |  |  |  |  |  |  |  |  |  |  |  |  |  |  |
|               |               |               |               |               |               |                     |                     |                     |                     |                     |                     |                    |                    |                              |                              |                              |                              |                              |                              |                     |                     |        |        |                  |                 |                 |                 |                 |                 |  |  |  |  |  |  |  |  |  |  |  |  |  |  |  |  |  |  |  |  |  |  |  |  |
| Star Theatres | Star Theatres | Star Theatres | Star Theatres | Star Theatres | Star Theatres |                     |                     | Kerasotes Theatres  | Kerasotes Theatres  | Kerasotes Theatres  | Kerasotes Theatres  | Kerasotes Theatres | Kerasotes Theatres |                              |                              | Odeon Cinemas Group          | Odeon Cinemas Group          | Odeon Cinemas Group          | Odeon Cinemas Group          | Odeon Cinemas Group | Odeon Cinemas Group |        |        | Carmike Cinemas  | Carmike Cinemas | Carmike Cinemas | Carmike Cinemas | Carmike Cinemas | Carmike Cinemas |  |  |  |  |  |  |  |  |  |  |  |  |  |  |  |  |  |  |  |  |  |  |  |  |
| Star Theatres | Star Theatres | Star Theatres | Star Theatres | Star Theatres | Star Theatres |                     |                     | Kerasotes Theatres  | Kerasotes Theatres  | Kerasotes Theatres  | Kerasotes Theatres  | Kerasotes Theatres | Kerasotes Theatres |                              |                              | Odeon Cinemas Group          | Odeon Cinemas Group          | Odeon Cinemas Group          | Odeon Cinemas Group          | Odeon Cinemas Group | Odeon Cinemas Group |        |        | Carmike Cinemas  | Carmike Cinemas | Carmike Cinemas | Carmike Cinemas | Carmike Cinemas | Carmike Cinemas |  |  |  |  |  |  |  |  |  |  |  |  |  |  |  |  |  |  |  |  |  |  |  |  |
|               |               |               |               |               |               |                     |                     |                     |                     |                     |                     |                    |                    |                              |                              |                              |                              |                              |                              |                     |                     |        |        | Starplex Cinemas |                 |                 |                 |                 |                 |  |  |  |  |  |  |  |  |  |  |  |  |  |  |  |  |  |  |  |  |  |  |  |  |
|               |               |               |               |               |               |                     |                     |                     |                     |                     |                     |                    |                    |                              |                              |                              |                              |                              |                              |                     |                     |        |        |                  |                 |                 |                 |                 |                 |  |  |  |  |  |  |  |  |  |  |  |  |  |  |  |  |  |  |  |  |  |  |  |  |
|               |               |               |               |               |               |                     |                     |                     |                     |                     |                     |                    |                    |                              |                              |                              |                              |                              |                              |                     |                     |        |        |                  |                 |                 |                 |                 |                 |  |  |  |  |  |  |  |  |  |  |  |  |  |  |  |  |  |  |  |  |  |  |  |  |
|               |               |               |               |               |               |                     |                     |                     |                     |                     |                     |                    |                    |                              |                              |                              |                              |                              |                              |                     |                     |        |        |                  |                 |                 |                 |                 |                 |  |  |  |  |  |  |  |  |  |  |  |  |  |  |  |  |  |  |  |  |  |  |  |  |
|               |               |               |               |               |               | Nordic Cinema Group | Nordic Cinema Group | Nordic Cinema Group | Nordic Cinema Group | Nordic Cinema Group | Nordic Cinema Group |                    |                    | United Cinemas International | United Cinemas International | United Cinemas International | United Cinemas International | United Cinemas International | United Cinemas International |                     |                     |        |        | Odeon Cinemas    | Odeon Cinemas   | Odeon Cinemas   | Odeon Cinemas   | Odeon Cinemas   | Odeon Cinemas   |  |  |  |  |  |  |  |  |  |  |  |  |  |  |  |  |  |  |  |  |  |  |  |  |
|               |               |               |               |               |               | Nordic Cinema Group | Nordic Cinema Group | Nordic Cinema Group | Nordic Cinema Group | Nordic Cinema Group | Nordic Cinema Group |                    |                    | United Cinemas International | United Cinemas International | United Cinemas International | United Cinemas International | United Cinemas International | United Cinemas International |                     |                     |        |        | Odeon Cinemas    | Odeon Cinemas   | Odeon Cinemas   | Odeon Cinemas   | Odeon Cinemas   | Odeon Cinemas   |  |  |  |  |  |  |  |  |  |  |  |  |  |  |  |  |  |  |  |  |  |  |  |  |
|               |               |               |               |               |               |                     |                     |                     |                     |                     |                     |                    |                    |                              |                              |                              |                              |                              |                              |                     |                     |        |        |                  |                 |                 |                 |                 |                 |  |  |  |  |  |  |  |  |  |  |  |  |  |  |  |  |  |  |  |  |  |  |  |  |
|               |               | Finnkino      | Finnkino      | Finnkino      | Finnkino      | Finnkino            | Finnkino            |                     |                     | Filmstaden          | Filmstaden          | Filmstaden         | Filmstaden         | Filmstaden                   | Filmstaden                   |                              |                              | Cinesa                       | Cinesa                       | Cinesa              | Cinesa              | Cinesa | Cinesa |                  |                 |                 |                 |                 |                 |  |  |  |  |  |  |  |  |  |  |  |  |  |  |  |  |  |  |  |  |  |  |  |  |
|               |               | Finnkino      | Finnkino      | Finnkino      | Finnkino      | Finnkino            | Finnkino            |                     |                     | Filmstaden          | Filmstaden          | Filmstaden         | Filmstaden         | Filmstaden                   | Filmstaden                   |                              |                              | Cinesa                       | Cinesa                       | Cinesa              | Cinesa              | Cinesa | Cinesa |                  |                 |                 |                 |                 |                 |  |  |  |  |  |  |  |  |  |  |  |  |  |  |  |  |  |  |  |  |  |  |  |  |
|               |               | Forum Cinemas |               |               |               |                     |                     |                     |                     |                     |                     |                    |                    |                              |                              |                              |                              |                              |                              |                     |                     |        |        |                  |                 |                 |                 |                 |                 |  |  |  |  |  |  |  |  |  |  |  |  |  |  |  |  |  |  |  |  |  |  |  |  |